# Pristaulacus rubidus
Pristaulacus rubidus är en stekelart som först beskrevs av August Schletterer 1890.  Pristaulacus rubidus ingår i släktet Pristaulacus och familjen vedlarvsteklar. Inga underarter finns listade i Catalogue of Life.